# Corina Crețu
Corina Crețu (n. 24 iunie 1967, București, România) este o politiciană română, membră a partidului PRO România și Comisar pentru Politica Regională al Comisiei Europene între 2014 și 2019.
Între anii 1992-1996 și 2000-2004 a fost consilier prezidențial și purtător de cuvânt al președintelui României, Ion Iliescu. În legislatura 2000-2004 Corina Crețu a fost aleasă deputat, dar a demisionat pe data de 10 ianuarie 2001 și a fost înlocuită de deputatul Ștefan Cazimir. A revenit în Parlament în legislatura 2004-2008 când a fost aleasă Senator. A fost membru în Comisia pentru Politica Externă a Senatului României și membru titular în Adunarea Parlamentară a OSCE, precum și membru în grupurile parlamentare de prietenie cu Regatul Maroc, Republica Elenă și Republica Croația. În 2007 a fost înlocuită în Senat de Nora Cecilia Rebreanu, după ce a fost aleasă eurodeputat. 
A fost aleasă eurodeputat la alegerile din 2007, 2009, 2014 și 2019; în 2014 a fost pe primul loc pe lista de candidați ai Alianței PSD-UNPR-PC. A ocupat funcția de vicepreședinte al Parlamentului European în perioada iunie-octombrie 2014.

## Studii
În 1989 a absolvit Facultatea de Planificare și Cibernetică Economică, din cadrul Academiei de Studii Economice. 

## Activitate politică
Între 21 aprilie 2005 - 10 decembrie 2006 în urma Congresului Extraordinar al Partidului Social Democrat, Corina Crețu a fost aleasă în funcția de vicepreședinte al partidului. Din 27 iunie 2005 până la 1 ianuarie 2007, dată la care a devenit europarlamentar, a fost membru în delegația de observatori ai României la Parlamentul European.
Ca europarlamentar, Corina Crețu a fost membră în următoarele comisii și delegații: Comisia pentru ocuparea forței de muncă și afaceri sociale, Delegația parlamentară pentru relațiile cu Statele Unite și Delegația parlamentară pentru relațiile cu Republica Moldova. 
Totodată, între 2009 și 2014 a deținut funcția de Vicepreședinte al Comisiei pentru Dezvoltare.
În 2013 căsuța de e-mail a Corinei Crețu a făcut obiectul unuia dintre atacurile crackerului Guccifer, care a dezvăluit public corespondență între ea și Secretarul de Stat american Colin Powell.
La sfârșitul lunii august 2014 presa a anunțat că Crețu era a doua nominalizare a României pentru postul de comisar rezervat țării în noua componență a Comisiei europene sub Jean-Claude Juncker.
În luna martie 2019, Corina Crețu a părăsit PSD pentru a se înscrie în PRO România.

## Publicații
- Volumul "România europeană", Editura Scripta, 2009.
- Numeroase articole în presa națională și europeană.

## Decorații
- Cavaler al Ordinul național „Steaua României”.